# 第76回高松宮記念杯競輪
第76回高松宮記念杯競輪は、2025年6月17日～22日まで、岸和田競輪場にて行われた競輪のGI競走である。優勝賞金は5,090万円（副賞込み）。
なお、ここでは前半3日間に行われた第3回パールカップ（GI）についても触れる。優勝賞金は590万円（副賞含む）。
大阪・関西万博協賛 第76回高松宮記念杯競輪・第3回パールカップの名称で開催された。

## レースプログラム
6日間で各5走。本年も勝ち上がり戦では、男女共に決勝戦を除き東日本・西日本同士で対戦する（敗者戦は東西混合）。
1次予選では各選手とも2走し、その着順に応じて獲得したポイントの東西別合計上位選手が、4日目の2次予選に進出した（それぞれの1-9位は青龍賞か白虎賞へ）。今年もまた、東西ともにボーダーラインは10ポイント（のうち東は1名）となった。
| ポイント | 1着 | 2着 | 3着 | 4着 | 5着 | 6着 | 7着 | 8着 | 9着 | 棄権 |
| -------- | --- | --- | --- | --- | --- | --- | --- | --- | --- | ---- |
| 一次予1  | 10  | 9   | 8   | 7   | 6   | 5   | 4   | 3   | 2   | 1    |
| 一次予2  | 13  | 11  | 9   | 7   | 6   | 5   | 4   | 3   | 2   | 1    |

大会前半3日間には、ガールズケイリンのGIである第3回パールカップが組み込まれており、こちらも戦いが繰り広げられた。なお、当項目ではパールカップ決勝戦についても触れる。
前年同様に、パールカップを2日目の東西準決勝と最終日の決勝戦を除き中盤戦に持ってきた。

## 決勝戦

### 競走成績
- 6月22日（日） 第12レース[5][6][7][8][9][10]
- 誘導員…松村友和（大阪）[11]

| 着  | 番 | 選手名   | 齢 | 府県   | 期別 | 班 | 着差  | 上り | 決ま り手 | S/J H/B | 個人 状況      |
| --- | -- | -------- | -- | ------ | ---- | -- | ----- | ---- | --------- | ------- | -------------- |
| 1   | 7  | 脇本雄太 | 36 | 福 井  | 94   | S  |       | 11.0 | 捲り      |         |                |
| 2   | 1  | 古性優作 | 34 | 大 阪  | 100  | S  | 1身   | 11.0 | マーク    |         |                |
| 3   | 5  | 郡司浩平 | 34 | 神奈川 | 99   | S  | 6身   | 11.0 |           |         | 重注（外帯線） |
| 3.5 |    |          |    |        |      |    |       |      |           |         |                |
| 4   | 3  | 清水裕友 | 30 | 山 口  | 105  | S  | 1/4輪 | 11.3 |           |         |                |
| 5   | 8  | 松谷秀幸 | 42 | 神奈川 | 96   | 1  | 1身   | 11.0 |           |         |                |
| 6   | 4  | 太田海也 | 25 | 岡 山  | 121  | 2  | 3/4輪 | 11.6 |           | SJ      | 走注（押上げ） |
| 7   | 2  | 深谷知広 | 35 | 静 岡  | 96   | 1  | 3/4身 | 11.3 |           |         |                |
| 8   | 6  | 末木浩二 | 33 | 山 梨  | 109  | 1  | 1/4輪 | 11.1 |           |         |                |
| 9   | 9  | 寺崎浩平 | 31 | 福 井  | 117  | 1  | 1/2身 | 12.1 |           | HB      |                |

### 配当金額
| 1=5 | 310円 | (1) |

| 1=7 | 180円 | (1) |
| 5=7 | 340円 | (3) |
| 1=5 | 270円 | (2) |

| 5-1 | 540円 | (1) |

| 1=7 | 300円 | (1) |

| 1=5=7 | 610円 | (1) |

| 7-1 | 520円 | (1) |

| 7-1-5 | 1,670円 | (1) |

### レース概略
赤板を通過して2コーナー付近で太田が後方から叩いて出ようとした深谷を押し上げブロック、外帯線の内側に戻った打鐘の手前で7番手であった寺崎が一気にスパート、3コーナーで先頭に立った。
最終HSで寺崎 - 脇本 - 古性の近畿ライン3人が先頭で通過、約2車身空いて太田 - 清水の中国ライン、さらに2車身ほど空いて深谷 - 郡司 - 松谷の南関東ライン、単騎の末木が続く。最終BS手前から発進した脇本が番手捲り、古性が続いてそのまま脇本 - 古性の順で近畿ラインがワンツーを決めた。脇本は準決勝まで4戦全て1着であり、脇本自身2020年大会以来2回目となる高松宮記念杯競輪優勝を完全優勝で果たした。3着は大きく離れて郡司で、最終2センター7番手からコースを探しゴール寸前、イエローライン沿いにハンドル投げで内側の清水を捉えた。S班4人の上位独占であり、7賭式全て一番人気の決着となった。

## パールカップ決勝戦

### 競走成績
- 6月19日（木）第12レース[15][16]

| 着 | 番 | 選手名   | 齢 | 府県   | 期別 | 級班 | 着差  | 上り | 決ま り手 | S/J H/B | 個人 状況 |
| -- | -- | -------- | -- | ------ | ---- | ---- | ----- | ---- | --------- | ------- | --------- |
| 1  | 1  | 佐藤水菜 | 26 | 神奈川 | 114  | L1   |       | 11.7 | 捲り      | B       |           |
| 2  | 3  | 尾崎睦   | 40 | 神奈川 | 108  | L1   | 1身   | 11.6 | マーク    |         |           |
| 3  | 4  | 竹野百香 | 22 | 三重   | 124  | L1   | 1/2身 | 11.4 |           |         |           |
|    |    |          |    |        |      |      |       |      |           |         |           |
| 4  | 5  | 梅川風子 | 34 | 東京   | 112  | L1   | 1/2身 | 11.7 |           |         |           |
| 5  | 2  | 仲澤春香 | 24 | 福井   | 126  | L1   | 1/2身 | 11.7 |           |         |           |
| 6  | 6  | 柳原真緒 | 28 | 福井   | 114  | L1   | 1身   | 11.7 |           |         |           |
| 7  | 7  | 奥井迪   | 43 | 東京   | 106  | L1   | 5身   | 12.3 |           | SJH     |           |

### 配当金額
|  | 【未発売】 |

| 1=3 | 310円   | (3)  |
| 1=4 | 520円   | (6)  |
| 3=4 | 1,540円 | (15) |

|  | 【未発売】 |

| 1=3 | 690円 | (3) |

| 1=3=4 | 3,280円 | (9) |

| 1-3 | 710円 | (3) |

| 1-3-4 | 5,870円 | (18) |

### レース概略
打鐘の時点で、奥井が先頭、少し離れて仲澤、竹野、さらに車間が空いて佐藤、尾崎、そして2車身ほど空いて梅川、柳原と続く。最終HS手前で奥井がそのまま先行するも、4コーナーから佐藤が発進、最終1コーナーで先頭に立つ。1車身離れて尾崎が追走、そして後方からは梅川が捲って最終3コーナーで内の尾崎と並走となるも、先頭を走る佐藤の掛かりが良く車間が縮まらない。そのまま佐藤が先頭でゴール、自身初出場となったパールカップを完全優勝で制覇。2着は佐藤を追走した尾崎。3着は後方から追い上げ最終2コーナーから空いたインを突いた竹野。梅川は4着止まり。

## 特記事項
- 岸和田でのGI開催は、前年の第75回高松宮記念杯競輪に続いてで、同大会単独としては5年連続10回目（次回も岸和田で開催される）。

- 賞金が前年に続き拡充された。また、本年も2025年日本国際博覧会（大阪・関西万博）協賛レースとなった[19]。

- 今大会のキャッチフレーズは、高松宮記念杯が「鼓 響き渡る。継ぐは伝統と誇り。」で、パールカップは「舞 舞いおりる。舞う。心のままに。」。

- 今回は、2年ぶりにプロ野球とのコラボレーションを実施。11日に行われたオリックス対横浜DeNA戦（京セラドーム大阪）では、「岸和田けいりんナイター」と銘打ち、岸和田競輪による冠協賛試合として開催された。この試合では本大会に出場していた古性優作による始球式が行われた[注 1][21][22]。また、最終日の22日には岸和田本場でオリックスOBの糸井嘉男によるトークショーが行われた[23]。なお、5月31日に行われたガンバ大阪[注 2]対鹿島戦（パナソニックスタジアム吹田）では冠協賛ではないが、ブースを設置してワットバイクの体験ブース等を行った[24]。

- 関西地区限定のテレビコマーシャルでは、オリックスOBの能見篤史出演による岸和田競輪場バンク訪問編（岡崎智哉）（出場せず）がガイド役。能見との対談も）が主にサンテレビで放映されていた。

- 今回も多くのイベント・ファンサービスが組まれた[25]。

- 初日の開会式での選手宣誓は、地元の福永大智（2年連続）とガールズの仲澤春香が担当[26]。

- パールカップの優勝インタビューは服部佳代子が、高松宮記念杯の優勝インタビューは山口幸二が担当。なお、決勝戦の選手入場時の選手名読み上げは行われなかった[注 3]。

- パールカップ表彰式での花束贈呈は、女性シンガーソングライターのchay（当日はゲストライブで岸和田本場に来場）が[27]、高松宮記念杯表彰式での花束贈呈は、競泳選手の瀬戸大也（特別プレゼンター）が務めた[28]。

- パールカップは今年も単独の目標額は設定されなかったが、3日間の売上は前年を上回る13億6623万400円だった。なお、各日ごとの売上額は、初日3億9576万5100円[29]、2日目4億4220万9400円[30]、最終日5億2825万5900円[31]。また、決勝戦の売上は2億6162万400円[注 4]だった。

- シリーズ全体の売上目標は130億円[32]であったが、シリーズ6日間全体の総売上は前年比4.2％増の132億4619万500円[33]で、目標を上回った。なお、各日ごとの入場者数と売上額は、初日入場1,896人・売上17億5614万5900円[34]、2日目入場1,576人・売上16億8950万8200円[35]、3日目入場1,895人・売上17億2638万6600円[36]、4日目入場1,845人・売上20億3670万2400円[37]、5日目入場3,950人・売上24億973万7000円[38]、最終日入場5,844人・売上36億2771万400円[39]。また、決勝戦の売上は15億3402万3600円だった[5][7]。なお、高松宮記念杯競輪の売上が130億円を超えたのは2008年の第59回大会[注 5]（大津びわこ・廃止）以来17年ぶりとなった。

### 放送関係
- 地上波の決勝戦中継は、最終日の16:00 - 16:55に「坂上忍の勝たせてあげたいTV 第76回高松宮記念杯競輪（GI）決勝戦 家族のキズナでいざ勝負SP」《日本テレビ系列全国ネット・TVerでも同時&見逃し配信を実施》を放送[40][41][注 6]。進行はパールカップと共通で後藤楽々。ゲストは武井壮・角田夏実・高木菜那、岸和田現地からの解説も共通で中野浩一、実況は加奈山翔[注 7]（立川競輪・弥彦競輪実況アナウンサー）。なお、翌日未明の『Going!』でもダイジェスト放映された。

- パールカップの決勝戦中継は、BS放送のBS日テレ《TVerでも見逃し配信を実施》にて、3日目[注 8]の16:00 - 17:00[注 9]に「ガールズケイリン最前線SP 第3回パールカップ（GI）決勝戦 金メダリスト生出演SP」として放送された[42][43][注 10]。司会は武井壮、ゲストは角田夏実・高木菜那・塚本恋乃葉、実況はナッツ山本（別府競輪実況アナウンサー）。なお、過去2回と異なり、現地の岸和田からだった解説・実況を除いて、東京の日本テレビのスタジオからの放送となった[注 11]。

### 競走データ
- 男女とも、4月24日に出場選手（男子正選手108名・補欠10名、女子正選手28名・補欠2名）が決定となった[44][45][46][47]。

- パリ五輪優先で欠場した前年と異なり、今回はナショナルチームの選手も出場した。特に、パールカップは過去2回共に国内組のみだった関係で、ナショナルチームが初めて出場した。

- 今回は男女とも完全優勝という結果になった。

高松宮記念杯競輪
- S級S班の9選手は今年も全選手が出場する予定だったが、5月30日付で平原康多が引退によるその他欠場となったため全選手が揃うことはなかった。平原は、4日の名古屋にて開催されたGI・第79回日本選手権競輪の最終日第9レース（優秀）で5着となったのを最後に以降は全て欠場しており、23日に引退手続きを取った[48]、のちに、受理された30日付けで正式に引退となった[49]。なお、平原は4日目の20日に岸和田本場でトークショーを行った。このほか、出場していた8選手のうち、松浦悠士[注 12]は4日目の西日本二次予選で、新山響平は同日の東日本二次予選で、岩本俊介・眞杉匠・犬伏湧也は5日目の準決勝で、それぞれ敗退となった。

- 平原の欠場により、補欠順位6位（東日本補欠順位1位）の吉田有希が繰り上げで出場した。吉田は23歳9か月で、今大会最年少出場。一方、最年長出場は55歳5か月の山口富生で[50]、自身が持つGI最年長出場記録を更新した[注 13]。このほか、小川真太郎と永澤剛の負傷欠場により、補欠順位1位の地元大阪の中釜章成と補欠順位7位（東日本補欠順位2位）の末木浩二が、それぞれ繰り上げで出場した[46]。

- 今開催では、諸橋愛が高松宮記念杯競輪連続20回出場を果たし、開会式において表彰式が行われ、記念品が贈呈された[51]。

- 初日から落車・失格が多発したこともあり、2日目・3日目の一次予選2は一部レースが8車立てで行われた[注 14]。

- 山﨑賢人が2日目第7レース（西日本一次予選2）にて、第3周回ホームストレッチ付近で先頭誘導員に対して外帯線の内側に入ったため誘導妨害と見做され失格となった[注 15][52]。

- 3日目第9レース（東日本一次予選2）にて、号砲直後に接触落車が発生。この2選手の検査を経て再発走となった（他の7選手は約10分それまで猛暑の中バンク脇で待機[53]）。

- 準決勝4個レース（東2・西2）のうち、3着で決勝に進んだのは清水裕友。また、今回がGI初優出となったのは、繰り上げ出場の末木浩二[54]。山梨所属選手のGI優出は1975年の第18回オールスター競輪における塩沢正仁（29期）以来[55][56]（本大会では1950年の第1回で藤巻武雄が3着、1968年の第19回で藤巻昇が5着[57]）。

- 前年の決勝戦にも出場していたのは、地元の古性優作と郡司浩平と脇本雄太の3名。

- 優勝は脇本雄太で、2020年の第71回大会以来5年ぶり2回目、また前回同様に完全優勝（全5走を1着の完全優勝は大会史上初）を果たした。高松宮記念杯競輪で複数回の完全優勝達成は1997年の第48回大会での吉岡稔真以来。GI大会完全優勝は2023年の第32回寬仁親王牌・世界選手権記念トーナメントでの古性優作以来で、脇本自身のGI大会完全優勝は2022年の第65回オールスター競輪以来4度目となった[58]。また、脇本は現役最多、かつ史上6人目となるGI（GI導入前は特別競輪。競輪祭新人王戦も含む）10度目の優勝となった[59]。

パールカップ
- 荒牧聖未の負傷欠場[注 16]により、補欠順位2位（東日本補欠順位1位）の吉村早耶香が繰り上げ出場した。そのため、初日の東日本予選の組み合わせが一部変更となった。ほか、仲澤春香が前回の竹野百香に続きデビュー1年1か月でGI初出場を、高橋梨香がGI最年長出場を、それぞれ果たした。また仲澤は、2日目の西日本準決勝でデビュー最短でのGI初勝利・初優出にもなった[60]。なお、初日の久米詩の失格に加え、落車が多発した影響[注 17]により、2日目以降は補欠順位1位の下条未悠・平子結菜・太田瑛美、最終日のみ青木美保・佐伯智恵が補充で出走している。

- 選手入場曲は、前年同様に全レース『FLY』（ALLY&DIAZ feat.MINMI&SATOSHI from 山嵐）。なお、ファンファーレも前年同様に全レース通常のGI用が使われた（決勝戦のみ決勝戦用）。

- 初日に落車・失格が多発したこともあり、2日目以降の選抜（敗者戦）は両日ともに第5レースのみ6車立てで行われた。

- 準決勝2個レース（東1・西1）のうち、4着で決勝に進んだのは奥井迪。また、今回がGI初優出となったのは、仲澤春香と竹野百香。竹野は、GI史上最年少での優出を果たした。

- 前回大会の決勝戦にも出場していたのは、奥井迪と尾崎睦と柳原真緒の3人。柳原は、3年連続の決勝戦進出となった。

- 開催終了後の20日に、この大会にも出場していた日野未来が現役引退を表明した[61]。日野は、前日の最終日の第5レース（選抜）での2着が最後のレースになった。翌21日の岸和田本場にて、ファンに向けての引退ご挨拶が行われた[注 18][62]。

- GI決勝戦の同県ワンツーは本年の第40回読売新聞社杯全日本選抜競輪以来で、ガールズケイリンのGI決勝戦の同県ワンツーは史上初になった。

- 佐藤水菜が完全優勝（第1回の児玉碧衣以来）。佐藤は、前年の第2回競輪祭女子王座戦、本年4月の第3回オールガールズクラシックに続き、GI3連覇を果たした。男女を含めてGI3連覇は、史上初の快挙となった。また、本大会でのパールカップ優勝によりGIは3タイトルを制覇、女子選手初のグランドスラムへ残すは女子オールスター競輪のみ[注 19]となった[注 20]。